# Punktjordfly
Punktjordfly, Eugnorisma depuncta, är en fjärilsart som först beskrevs av Carl von Linné 1761.  Punktjordfly ingår i släktet Eugnorisma, och familjen nattflyn, Noctuidae. Arten  har livskraftiga, LC, populationer i både Sverige och Finland. Inga underarter finns listade i The Global Lepidoptera Names Index (LepIndex), Natural History Museum.f